# Jati-Matic
Jati-Matic je sodobna finska brzostrelka, ki jo je v začetku osemdesetih let 20. stoletja skonstruiral finski orožar Jaati Tumari, po komer je dobila tudi svoje ime. Ta brzostrelka naj bi postala naslednik legendarne predvojne brzostrelke Suomi Model 31, med letoma 1982 in 1987 pa so jo izdelovali v finskem podjetju Tampereen Asepaja Oy v mestu Tampere.

## Zgodovina
Leta 1995 je Jati-Matic, pod imenom GG-95 PDW spet začelo izdelovati finsko podjetje Oy Golden Gun Ltd., ki je za njegovo izdelavo odkupilo vse licence. Osnovni model so posodobili in na zgornji del namestili sodobno vodilo tipa piccatinny, na katerega je moč enostavno namestiti vse vrste optičnih namerilnih naprav. Prav tako so na novo orožje namestili selektor ognja z varovalko ter ga priredili tako, da je lahko sprejemal tudi nabojnike brzostrelk Carl Gustav in Smith & Wesson.
Kljub vsemu se je proizvodnja te brzostrelke kmalu ustavila, čeprav je kvaliteta izdelave in cena ugodna. Razlog za to je najbrž v napačno izbranem trenutku lansiranja na tržišče. V omejeno uporabo je prišla le v finske specialne enote, verjetno zato, ker so le-te tik pred prihodom Jati-Matica na tržišče nabavile brzostrelke Heckler & Koch MP5 in Uzi. Drugi razlog tiči v omejeni uporabi dodatne opreme na teh brzostrelkah, saj je bil v originalni izvedbi Jati-Matica standardni dodatek le dušilec poka.

## Konstrukcija
Brzostrelka navzven ni bila videti revolucionarna, šele podroben pregleda pa pokaže, da je šlo v tem primeru za nekonvencionalno orožje. vodila zaklepa pri Jati-Maticu namreč niso potekala vzporedno s cevjo orožja, temveč so bila postavljena pod kotom 5º. Tako se je zaklep pri izstrelitvi naboja pomikal nazaj in navzgor, kar je znatno ublažilo odsun pri rafalnem streljanju. K temu je pripomogla tudi fizika, saj je zaklep pri potovanju navzgor tudi izgubljal hitrost, kar je spet pripomoglo k boljši uravnotežanosti orožja med streljanjem. Ta rešitev je še na en način pripomogla k boljšemu obvladovanju Jati-Matica. Prednje mesto za oprijem je bilo lahko pomaknjeno višje, v višino cevi, kar je strelcu prav tako omogočalo boljšo kontrolo. Za pomoč pri tem pa je skrbel še na konec ogrodja pritrjen zložljivi pokončni ročaj. Ta je hkrat v razklopljenem položaju opravljal še nekaj drugih funkcij; bil je ročica za repetiranje orožja ter varovalka zaklepa v prednjem položaju. Popolna obvladljivost je bila razlog, da ta brzostrelka ni imela kopita.
Jati-Matic je deloval iz odprtega zaklepa, regulator izbire ognja pa je bil vdelan v tako imenovanem progresivnem sprožilcu. Tako je strelec z rahlejšim pritiskom na sprožilec izstrelil samo po en naboj, za močnejšim pa poljubno dolg rafal.
Zanimiva rešitev je bila namestitev posebnih vratc v odprtino za izmet tulcev (na desni strani), ki so se zaprla, ko je zaklep po zadnjem izstreljenem naboju ostal v zadnjem položaju. S tem so preprečili vdor prahu in umazanije v vitalni predel orožja.
Utrjevalo nabojnika je nameščeno podobno kot pri orožju tipa kalašnikov, pod branik sprožilca.

## Materiali
Jati-matic je izdelan iz stisnjene pločevine, ki je na spojih točkasto zvarjena. Ta rešitev je pripomogla k nižji ceni te brzostrelke od brzostrelk, izdelanih s pomočjo strojne obdelave. Iz plastične mase so izdelani samo pištolski ročaj z branikom sprožilca in prednje držalo, nekateri manj obremenjeni deli pa so izdelani iz aluminijevih legur.